# Odkaz Dračích jezdců
Odkaz Dračích jezdců (původní název Inheritance Cycle) je fantasy tetralogie amerického spisovatele Christophera Paoliniho. Příběh se odehrává ve fiktivním světě Alagaësia a vypráví o mladém chlapci Eragonovi a jeho dračici Safiře.
Eragon se vyskytuje ve všech čtyřech příbězích, má vlastního draka jménem Safira, umí kouzlit a dokáže se myslí spojit s jakýmkoli jiným živým tvorem. Také ovládá starověký jazyk elfů.
První díl: Od mladého farmáře k jednomu z nejslavnějších Dračích jezdců, tento famózní vývoj života zasáhl mladého Eragona., který šel na lov a našel modrý kámen. Eragonovi se vylíhla Safira a on musel po nějaké době odejít pryč z rodné vesnice. Eragona na jeho cestě doprovází vesnický vypravěč Brom. Eragon se spřátelí s Murtaghem, synem nejvěrnějšího z 13 Křivopřísežníků, najde spoutanou elfku a stane se nadějí Vardenů, vzbouřenců.

## Díly cyklu
1. Eragon (2002 a 2003, česky 2004)
2. Eldest (2005, česky 2005)
3. Brisingr (2008, česky 2009)
4. Inheritance (8. 11. 2011, česky 30. 3. 2012)
5. Poutník, čarodějnice a červ (2019, česky 2019)
6. Murtagh (2023, česky 2023)

## Historie knihy
Paolini začal knihu psát v roce 1998, když mu bylo 15 let, poprvé vyšla v nakladatelství jeho rodičů v roce 2002. V létě roku 2002 upozornil spisovatel Carl Hiaasen, jehož nevlastní syn si Eragona oblíbil, na knihu nakladatelství Alfred A. Knopf. Nakladatelství získalo práva k vydávání a to vedlo k dalším úpravám knihy i jeho obalu, jenž vytvořil John Jude Palencar. U nás jsou tyto knihy vydávány nakladatelstvím Fragment.

## Filmová adaptace
15. prosince 2006 přišla do českých kin filmová podoba Eragona, kde hráli herci Edward Speleers, Jeremy Irons a John Malkovich. Jako svůj první film Eragona režíroval Stefen Fangmeier. Film vyrobila společnost 20th Century Fox. Hudbu k filmu napsal Patrick Doyle, mimo jiné tvůrce hudby ke čtvrtému dílu Harryho Pottera, úvodní píseň nazpívala Avril Lavigne. Většina záběrů byla pořízena na Slovensku a v Maďarsku. Snímek sice vydělal 249 milionů dolarů, ale setkal se spíše s negativními ohlasy kritiky. DVD s filmem Eragon vyšlo 20. března 2007. Většina fanoušků k filmu cítí odpor. Na Wattpadu dokonce vznikla kniha s názvem 'Film Eragon a proč ho nenávidět'

## Jazyky
Paolini stvořil pro potřeby svých knih 3 různé jazyky. Urgalština (jazyk urgalů, válečné rasy vzdáleně podobné lidem ) není v trilogii moc často používaná, objevuje se z ní jen pár slov.  Značně používanější je v knihách jazyk trpaslíků. Nejpropracovanějším smyšleným jazykem trilogie je ovšem Starověký jazyk. Podle trilogie díky mocnému kouzlu dávné rasy není pouze pozemským jazykem smyšleným lidmi. Popisuje pravou podstatu věci. Pokud osoba zná slovo, naprosto ovládá danou věc.  Toho využívají Paoliniho elfové, dračí jezdci aj. ke kouzlení. Dle knihy mají také výjimečný jazyk stínové, černokněžníci ovládaní zlými duchy. Z něj se tu ovšem neobjevuje žádná citace.

## Smyšlený svět

### Alagaësie
Celý děj se odehrává ve světě zvaném Alagaësie. Vyskytují se zde klasické fantasy bytosti jako elfové, draci, trpaslíci, urgalové
Na území Alagaësie jsou čtyři velké státy:
- Království – vládne zde formou teroru Galbatorix.
- Surda – stát, který se po svrhnutí Jezdců odtrhl od Království. Vládne zde král Orrin. Leží na jihu Alagaësie.
- Du Weldenvarden – rozlehlý les na severu Alagaësie, ve kterém přebývají elfové, je chráněn před Galbatorixem. Elfům vládne královna Islanzádí a na konci Inheritance (4.díl) její místo zaujme její dcera Arya.
- Beorské hory – Domov společenstva trpaslíků a Město trpaslíků – Farthen Dûr (útočiště Vardenů) . Vládl tam v prvním a druhém díle král Hrothgar a dál král Orik.
- Poušť Hadarak – vyprahlá poušť na které žijí kočovníci. Nikdo této zemi nevládne.
- Vroengard – domov Jezdců (nachází se zde Pevnost duší)
- Dračí hory – Pohoří na západě – zde žijí urgalové, Eragon zde také našel vejce Safiry.

#### Města Království
- Carvahall – Malá vesnice na severu Dračích hor, kde vyrůstal Eragon.
- Dras-Leona – Velké město, ležící na východním břehu jezera Leona. Poblíž se nachází hora Helgrind (sídlo razaků).
- Ceunon - zde viděl Eragon Murtagha ve vizi od Eldunarí
- Gil'ead – Je to spíše obrovská kasárna pro Galbatorixovy jednotky nežli normální město. Sem byla poslána, vězněna a mučena elfka Arya, když jí chytil stín Durza poblíž elfského města Osilon. Vládne mu lord Barst, který bojoval v bitvě o Urû'baen, a kterého zabil Roran (zabil Islanzadí).
- Teirm – Přístavní město na západě země. Zde se setkal Eragon a Brom s Jeodem Tyčkou – členem Vardenů. Roran s Jeodem a zbytkem Carvahallu také ukradli loď Dračí křídlo, na které odpluli do Surdy.
- Urû'baen – Hlavní město Království, zde žije Galbatorix
- Yazuak – malé město na severu, o kterém se mluví jen v Eragonu. Eragon zde také poprvé kouzlil.
- Aroughs – nejjižnější město Království, které měl Roran za úkol dobýt, a které má zeď, kterou vystavěli trpaslíci.
- Eoam – město na ostrově Beirland
- Kuasta – zde vyrůstal Brom.
- Narda – Roran se zde se zbytkem vesnice zastavili a našli zde čluny, které je odvezly do Teirmu.
- Belatona – Zde se našel Dauthdaert(mocné kopí z elfské Du Fyrn skublaka, tedy velké války s draky) jménem Nírnen, Orchidej.
- Feinster
- Melian
- Bullridge
- Daret
- Hedarth
- Therinsford – Zde se Rorand vyučoval kovářem
- Cantos
- Dorú Araeba – Město, které Jezdci vystavěli na Vroengardu, mělo jednu z největších knihoven v Alagäesii.
- Fasaloft

#### Další důležitá místa v Království
- Dračí hory – Hřeben hor, táhnoucí se podél západního pobřeží Království. Je to záhadné místo, kam se mnozí lidé bojí vkročit. Je to také místo, kde Eragon nalezl Safiřino vejce.
- Hadarak – Rozlehlá poušť ve středu Alagaësie, již museli Eragon s Murthagem přejít, aby se dostali k Beorským horám.
- Helgrind – Zcela oblá hora, ležící poblíž města Dras-Leony, kde žijí královi posluhovači Ra'zaci, a pořádají se tamdivoké obřady
- Palancar – Údolí, kde leží Carvahall a Therinsford. Leží na severozápadě Alagaësie a je ohraničen: ze západu Dračími horami a z východu řekou Anora.

##### Ostrovy Království
- Beirland
- Illium
- Nía
- Parlim
- Uden
- Vroengard
- Žraločí zub

##### Řeky Království
- Anora
- Toark
- Ninor
- Ramr
- Jiet
- Edda
- Gaena
- Âz Ragni

##### Jezera Království
- Leona
- Isenstar
- Eldor
- Tüdosten
- Modravé jezero

#### Du Weldenvarden
- Ceris – Předsunutá hlídka elfů na řece Edda.
- Ellesméra – Hlavní město elfů, schované hluboko v lese Du Weldenvarden.
- Gaena – Řeka, jež teče z lesa Du Weldenvarden.
- Sílthrim – Město v lese Du Weldenvarden. Je to též místo, kde slyšel poprvé Eragon elfské písně, jež dokážou člověka ovlivnit.
- Osilon
- Kirtan
- Nädinel
- Ília Fëon

##### Řeky Du Weldenvarden
- Gaena

##### Jezera Du Weldenvarden
- Röna
- Ardwen

#### Surda
- Aberon – Hlavní město Surdy, žije zde Orrin.
- Dauth – Přístavní město, kam připluje Roran a s ním obyvatelé Carvahallu před útoky Království.
- Cithrí
- Lithgow
- Reavstone

##### Řeky Surdy
- Jiet

##### Jezera Surdy
- Po vyhrání války s Galbatorixem jezero Tüdosten

#### Beorské hory
- Orthíad
- Dalgon
- Buragh
- Tarnag
- Galfni
- Fathen Dûr – Obrovská, dutá, téměř nedobytná hora, kde je umístěno trpasličí město Tronjheim a kde jsou ukrytí Vardenové před Královstvím

##### Řeky Beorských hor
- Medvědí řeka

##### Jezera Beorských hor
- Kóstha-mérna

### Řád Dračích jezdců
Tento řád, vyskytující se v jednotlivých dílech, byl ustanoven před dávnými časy po Du Fyrn Skulblaka (Válce s draky). A jelikož nějaký podepsaný papír pro draky nic neznamená, museli elfové vymyslet speciální zaklínadlo, které jim trvalo vytvořit 9 let, což je i v elfském měřítku hodně. Kouzlo způsobilo, že mezi každým mládětem a Jezdcem vznikne nezrušitelné pouto (pochopitelně jen s mláďaty, která byla v očarovaných vejcích darovaných draky Jezdcům), které jim umožňuje komunikovat v myšlenkách a spojí tyto dvě bytosti natolik, že odděleně působí jen jako půlka jedné bytosti, jedné duše. Později byli ke kouzlu připojeni i lidé, ale ne trpaslíci(právě proto se nikdy neobjevil žádný trpasličí Jezdec).
Fungovali v podstatě jako poslové mezi elfy a Draky. Prvním Jezdcem byl Eragon (pozor, nezaměňovat s hlavní postavou odkazu, první Eragon byl elf) a jeho drak se jmenoval Bid’Darm. Draci věnovali každý rok 1–2 vejce pro Jezdce. Zbraně vyráběla elfská kovářka Rhunön ze speciálního superpevného materiálu z vesmíru, který nazvala zářocel. Ale postupem času Jezdci získávali stále větší moc, až nakonec vládli celé Alagaesii.
Časem se k jezdcům přidal i ambiciózní Galbatorix a jednou vyletěl se svými dvěma přáteli na cestu na sever. V noci u ohně je přepadli urgalové, kteří nakonec zabili jeho přátele a nakonec i jeho draka. Zešílel, ale touha po tom, aby mu Jezdci vydali nového draka ho donutila přežít, ale Jezdci mu nového draka odmítli vydat (mezi tehdejší radou starších Jezdců byl i budoucí Eragonův učitel Oromis). Galbatorix naverboval jednoho z Jezdců (Morzan, Murtaghův otec) na svou stranu a společnými silami v městě tehdy zvaném Ilirea (později Galbatorixem přejmenované na Uru'baen) ukradli dračí mládě, které Galbatorix opředl temnými kouzly, aby mu sloužilo a dal mu jméno Šruikan. Společně s Morzanem a dalšími, kteří se k němu připojili (13 Křivopřísežníků) zabíjel Jezdce jednoho po druhém. Vrael, vůdce jezdců, měl možnost Galbatorixe zabít, ale zaváhal, Galbatorix toho využil a Vraela zabil. Pak se prohlásil králem Alagaësie. Posledním žijícím tedy zůstal Brom, bez dračice, kterou mu zabili. Jmenovala se Safira, stejně jako Eragonova dračice a měla i stejnou barvu. Oromis a jeho drak Glaedr, jež se později, po smrti Broma a odcestování Eragona se Safirou do Du Weldenvarden, stali jejich učiteli, Galbatorix se svým drakem Šruikanem, který mu neslouží dobrovolně, a později i Eragon se Safirou, Murtagh s Trnem a Arya s Fírnenem.

### Eldunarí
Eldunarí nebo také česky srdce srdcí je orgán draků z románů v podobě kamene. Roste společně s drakem, nejstarší a největší draci měli Eldunarí o průměru asi 0,5 m, barva je stejná jako barva draka. Má jej každý již od narození. Drak do něj může schovat celou svoji osobnost, vyvrhnout ho a někomu darovat dobrovolně, tzn. pokud by nějaký tvor měl Eldunarí toho draka u sebe, mohl by s ním v myšlenkách komunikovat, nebo si od něj půjčovat energii bez ohledu na to, jak by od sebe byli vzdálení. A nebo nedobrovolně, když drak zemře, nevyvrhnul jej, ale vložil do něj svou osobnost, přežije jeho Eldunarí smrt jeho těla.